# York County (Maine)
York County ist ein County im US-Bundesstaat Maine der Vereinigten Staaten. Der Sitz der Countyverwaltung (County Seat) befindet sich in Alfred.

## Geographie
Nach Angaben des U.S. Census Bureau hat das County eine Gesamtfläche von 3.293 Quadratkilometern. Davon sind 726 Quadratkilometer, entsprechend 22,06 Prozent, Wasserflächen. Das County grenzt im Uhrzeigersinn an die Countys: Oxford County, Cumberland County, Rockingham County (New Hampshire), Strafford County (New Hampshire) und Carroll County (New Hampshire).

## Geschichte
Fünf Stätten des Countys haben aufgrund ihrer geschichtlichen Bedeutung den Status einer National Historic Landmark. Insgesamt sind 178 Bauwerke und Stätten des Countys im National Register of Historic Places eingetragen (Stand 11. November 2017).

## Demografische Daten

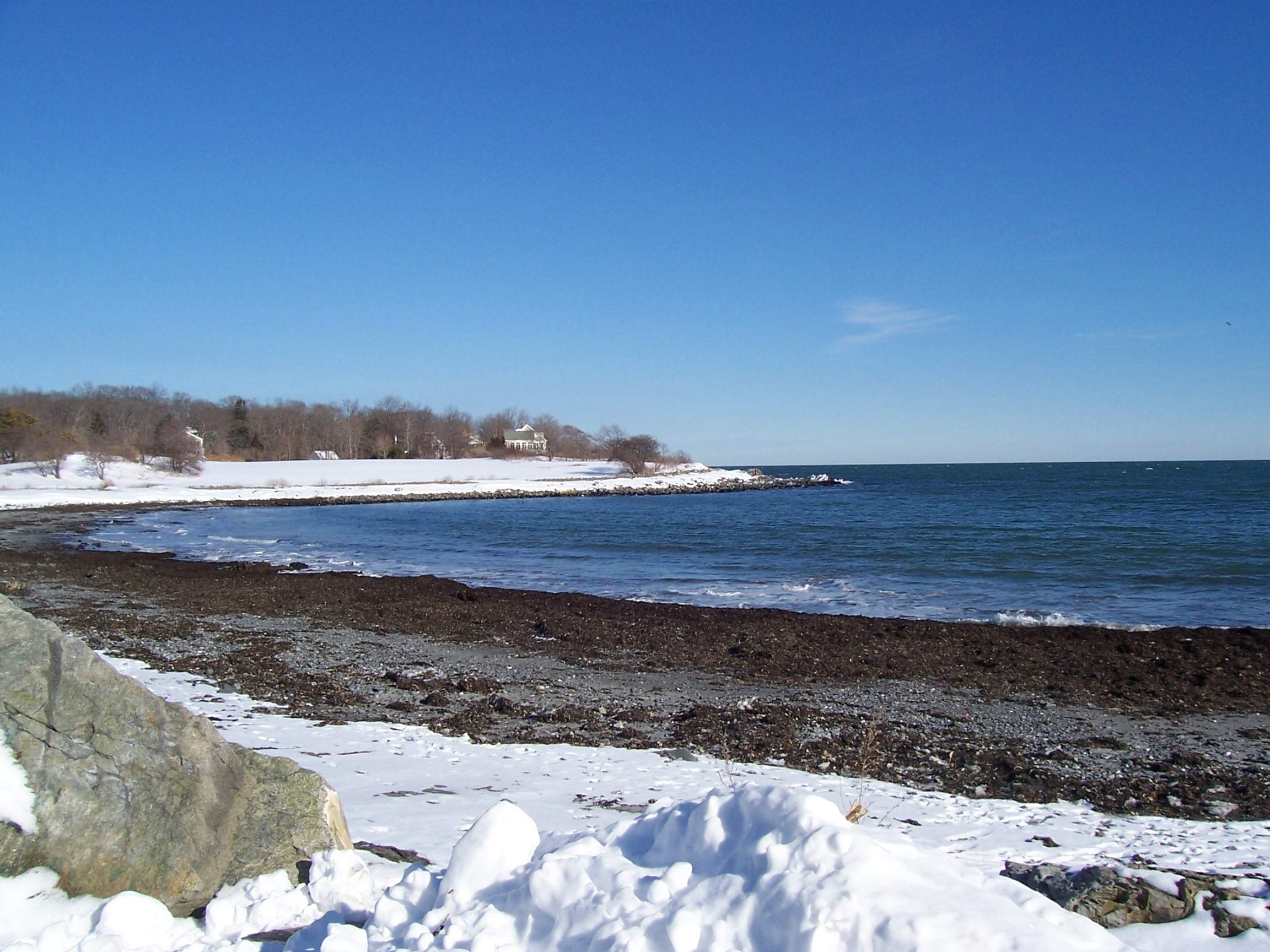
Winter am Kittery Point, York County

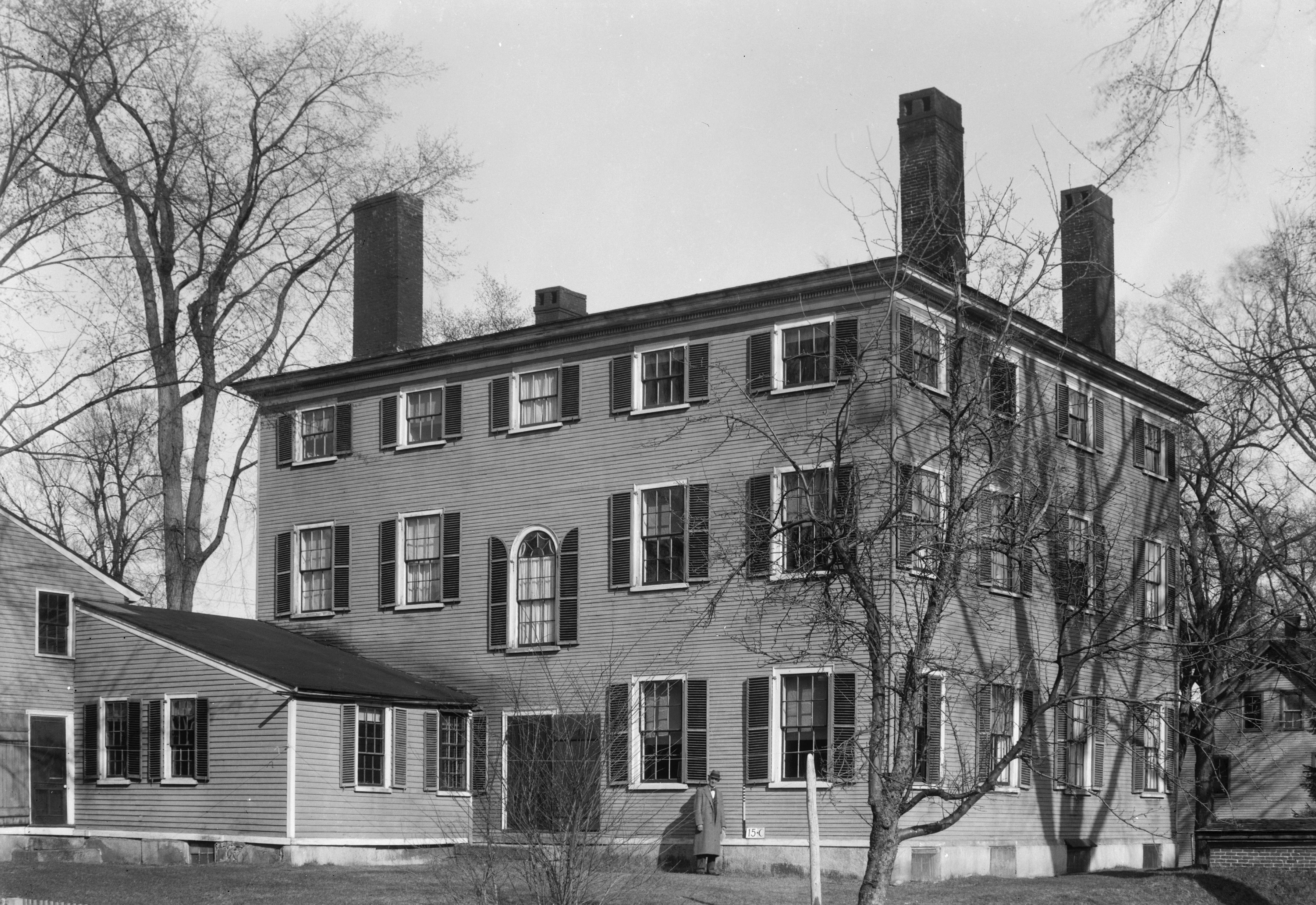
Bourne Mansion, gelistet im NRHP mit der Nr. 80000381

Nach der Volkszählung im Jahr 2000 lebten im County 186.742 Menschen. Es gab 74.563 Haushalte und 50.851 Familien. Die Bevölkerungsdichte betrug 73 Einwohner pro Quadratkilometer. Ethnisch betrachtet setzte sich die Bevölkerung zusammen aus 97,56 % Weißen, 0,42 % Afroamerikanern, 0,24 % amerikanischen Ureinwohnern, 0,73 % Asiaten, 0,03 % Bewohnern aus dem pazifischen Inselraum und 0,17 % aus anderen ethnischen Gruppen; 0,85 % stammten von zwei oder mehr ethnischen Gruppen ab. 0,70 % der Bevölkerung waren spanischer oder lateinamerikanischer Abstammung.
Von den 74.563 Haushalten hatten 32,20 % Kinder und Jugendliche unter 18 Jahre, die bei ihnen lebten. 55,00 % waren verheiratete, zusammenlebende Paare, 9,50 % waren allein erziehende Mütter. 31,80 % waren keine Familien. 24,90 % waren Singlehaushalte und in 9,70 % lebten Menschen im Alter von 65 Jahren oder darüber. Die Durchschnittshaushaltsgröße betrug 2,47 und die durchschnittliche Familiengröße lag bei 2,96 Personen.
Auf das gesamte County bezogen setzte sich die Bevölkerung zusammen aus 24,80 % Einwohnern unter 18 Jahren, 6,90 % zwischen 18 und 24 Jahren, 30,00 % zwischen 25 und 44 Jahren, 24,80 % zwischen 45 und 64 Jahren und 13,60 % waren 65 Jahre alt oder darüber. Das Durchschnittsalter betrug 38 Jahre. Auf 100 weibliche Personen kamen 94,50 männliche Personen, auf 100 Frauen im Alter ab 18 Jahren kamen statistisch 91,40 Männer.

Das jährliche Durchschnittseinkommen eines Haushalts betrug 43.630 USD, das Durchschnittseinkommen der Familien betrug 51.419 USD. Männer hatten ein Durchschnittseinkommen von 36.317 USD, Frauen 26.016 USD. Das Prokopfeinkommen betrug 21.225 USD. 8,20 % der Bevölkerung und 5,90 % der Familien lebten unterhalb der Armutsgrenze. 9,90 % davon waren unter 18 Jahre und 8,50 % waren 65 Jahre oder älter.

## Städte und Gemeinden
York County ist in 29 eigenständige Gemeinden aufgeteilt. Darunter befinden sich drei Cities, der Rest sind Towns. Plantations kommen in York County nicht vor.
| Ortschaft         | Status | Einwohner (2010) | Gesamte Fläche [km²] | Landfläche [km²] | Bevölkerungsdichte [Einwohner / km²] | Gründung ’’incorporated’’ | Besonderheit               |
| ----------------- | ------ | ---------------- | -------------------- | ---------------- | ------------------------------------ | ------------------------- | -------------------------- |
| Acton             | town   | 2.671            | 106,4                | 97,7             | 27,3                                 | 16. März 1830             |                            |
| Alfred            | town   | 3.073            | 72,3                 | 70,6             | 43,5                                 | 4. Feb. 1794              | Shire Town von York County |
| Arundel           | town   | 4.264            | 62,0                 | 61,9             | 69,0                                 | 1. Apr. 1915              |                            |
| Berwick           | town   | 7.950            | 97,3                 | 96,1             | 81,8                                 | 9. Juni 1713              |                            |
| Biddeford         | city   | 22.552           | 89,5                 | 77,7             | 289,4                                | 23. Nov. 1728             |                            |
| Buxton            | town   | 8.376            | 106,7                | 104,9            | 79,8                                 | 14. Juli 1772             |                            |
| Cornish           | town   | 1.508            | 57,7                 | 57,2             | 26,2                                 | 27. Feb. 1794             |                            |
| Dayton            | town   | 2.129            | 47,7                 | 46,3             | 46,0                                 | 7. Apr. 1854              |                            |
| Eliot             | town   | 6.717            | 55,1                 | 51,1             | 131,1                                | 1. März 1810              |                            |
| Hollis            | town   | 4.745            | 85,3                 | 82,9             | 57,2                                 | 27. Feb. 1798             |                            |
| Kennebunk         | town   | 11.536           | 92,0                 | 90,9             | 127,1                                | 24. Juni 1820             |                            |
| Kennebunkport     | town   | 3.629            | 56,9                 | 53,4             | 67,9                                 | 5. Juli 1653              |                            |
| Kittery           | town   | 10.070           | 54,4                 | 46,2             | 218,7                                | 20. Nov. 1652             |                            |
| Lebanon           | town   | 6.469            | 144,5                | 141,7            | 45,4                                 | 25. Juni 1767             |                            |
| Limerick          | town   | 2.892            | 73,1                 | 70,3             | 45,4                                 | 6. März 1787              |                            |
| Limington         | town   | 3.892            | 112,1                | 108,7            | 35,8                                 | 9. Feb. 1792              |                            |
| Lyman             | town   | 4.525            | 104,7                | 100,9            | 44,9                                 | 11. März 1778             |                            |
| Newfield          | town   | 1.648            | 86,7                 | 83,7             | 19,7                                 | 25. Feb. 1794             |                            |
| North Berwick     | town   | 4.978            | 99,6                 | 99,2             | 50,6                                 | 22. März 1831             |                            |
| Ogunquit          | town   | 1.577            | 11,1                 | 10,6             | 145,6                                | 1. Juli 1980              |                            |
| Old Orchard Beach | town   | 8.960            | 19,5                 | 19,3             | 465,7                                | 20. Feb. 1883             |                            |
| Parsonsfield      | town   | 1.791            | 155,5                | 152,7            | 11,7                                 | 9. März 1785              |                            |
| Saco              | city   | 20.381           | 101,9                | 99,7             | 203,9                                | 9. Juni 1762              |                            |
| Sanford           | city   | 21.082           | 126,2                | 123,8            | 177,6                                | 23. Feb. 1768             |                            |
| Shapleigh         | town   | 2.921            | 106,8                | 100,5            | 29,1                                 | 5. März 1785              |                            |
| South Berwick     | town   | 7.467            | 84,6                 | 83,3             | 89,7                                 | 12. Feb. 1814             |                            |
| Waterboro         | town   | 7.936            | 148,6                | 143,8            | 55,4                                 | 6. März 1787              |                            |
| Wells             | town   | 11.314           | 150,6                | 149,3            | 75,9                                 | 5. Juli 1653              |                            |
| York              | town   | 13.723           | 149,4                | 142,2            | 96,9                                 | 22. Nov. 1652             |                            |